# Bispebjergs hemmelighed
Bispebjergs hemmelighed er en dokudrama-serie på 2 afsnit på TV 2, der med journalist Natasja Crone som vært fortæller historien om et hemmeligt netværk af læger og sygeplejersker på Bispebjerg hospital, der i oktober 1943 redder jøder til Sverige. 
En af de involverede er den unge lægestuderende Cato Bakman, hvis mystiske død i december 1943 sætter seriens vært på sporet af netværket.
Serien indeholder dramatiseringer med skuespillerne Emil Hyldeborg i rollen som Cato Bakman, Johannes Nymark som lægen dr. Karl Henrik Køster, Martin Greis-Rosenthal som lægen dr. Steffen Lund på Københavns Kommunehospital, samt Katrine Greis-Rosenthal som oversygeplejerske Signe Mogensen, der senere blev tildelt Florence Nightingale-medaljen for sin indsats under krigen.